# Llanfechell Triangle
Die Llanfechell Triangle oder Llanfechell Stones sind eine Gruppe von drei Menhiren (walisisch Maen hir – englisch Standing stone) etwa 600 m nordwestlich von Llanfechell bei Amlwch im Norden der Insel Anglesey in Wales. 
Die Llanfechell Triangle sind rund 2,0 m hoch etwa 0,6 m dick und bis zu 1,2 m breit. Die einwärts, aufeinander zu geneigten Steine stehen jeweils rund drei Meter voneinander entfernt, auf einem kleinen Hügel und sind von weitem sichtbar. Sie stammen vermutlich aus der Bronzezeit. 
Bei einer Ausgrabung wurde auf einem der etwa 20 Verkeilsteine, unter einem der Menhire, eine einzigartige Felsritzung entdeckt.
Die Ausgrabung ergab mindestens 20 Packsteine innerhalb der Grube. Auf einem Packungssteine von etwa 0,8 × 0,95 × 0,5 m waren eine Cup-and-Ring-Markierung von etwa 10 cm Durchmesser und ein einzelnes Schälchen (englisch cup) eingepickt. 